# 圣雅各伯教堂 (布尔诺)
圣雅各伯教堂（Kostel svatého Jakuba）是捷克布尔诺的一座晚期哥特式教堂，位于布尔诺中心，老城内的雅各伯广场，其历史可以追溯到的开始13世纪初。在1995年，教堂被列为国家文化古迹。 教堂是布尔诺著名保卫者Louis Raduit de Souches的墓地。教堂的天花板是一系列贵族纹章。 

## 历史
在教堂建立的时候，主要服务于定居在今街一带的德国人。建造的时期，是在1201年－1222年之间。1340年，在隔壁的地下室，设立纳骨处。此时，教会设有墓地，并逐渐扩大。在1368年 - 1405年，教堂周围创建几个小堂（耶穌聖體、圣穆理思和圣乌苏拉），形成一个特别的城市建筑群。

## 建设
教堂的兴建在胡斯战争以前已经开始，1502年开始施工，屋顶可能建于1530年之前。教堂钟楼始建于16世纪20年代，1592年建成，钟楼高度为92米。在三十年战争期间教堂没有损坏，因此仍是主要的晚期哥特式建筑。

## 纳骨处
教堂地下有欧洲第二大纳骨处。据估计，有4万到5万具尸骨。纳骨处現在已對外開放。

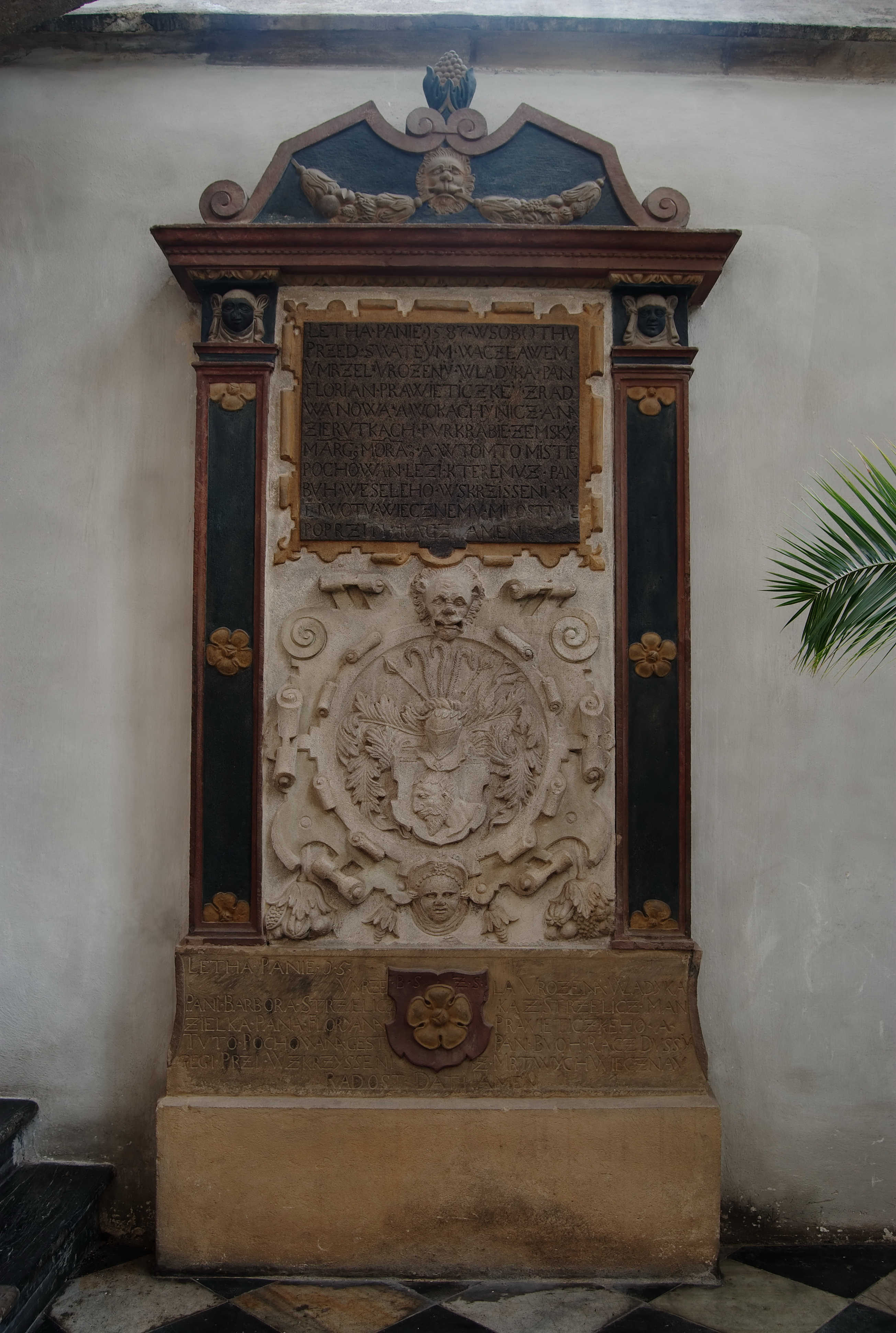
Floriána Pravětického z Radvanova及其妻的墓碑